# Pseudopostega trinidadensis
Pseudopostega trinidadensis là một loài bướm đêm thuộc họ Opostegidae. Nó được Busck miêu tả năm 1910. As suggested by its specific epithet, nó được tìm thấy ở Trinidad.
Chiều dài cánh trước là 4.3–4.8 mm. Con trưởng thành bay vào tháng 6.